# 1986-os labdarúgó-világbajnokság-selejtező (UEFA – 6. csoport)
Az 1986-os labdarúgó-világbajnokság európai 6. selejtezőcsoportjának mérkőzéseit, és a csoport végeredményét tartalmazó lapja. A csoportban körmérkőzéses, oda-visszavágós rendszerben játszottak egymással a labdarúgó-válogatottak. A selejtezőket 1984. szeptember 12. és 1985. november 13. között rendezték. A két első helyezett automatikus résztvevője lett az 1986-os labdarúgó-világbajnokságnak.
A csoportban Dánia, Írország, Norvégia, Svájc és a Szovjetunió szerepelt.
Dánia végzett az első helyen és kijutott az 1986-os világbajnokságra, a második helyet pedig a Szovjetunió szerezte meg és szintén kijutott a világbajnokságra.

## Tabella
| Hely. | Csapat      | M | Gy | D | V | G+ | G– | Gk  | P  | Továbbjutás                          |     | Dánia | Szovjetunió | Svájc | Írország | Norvégia |
| ----- | ----------- | - | -- | - | - | -- | -- | --- | -- | ------------------------------------ | --- | ----- | ----------- | ----- | -------- | -------- |
| 1.    | Dánia       | 8 | 5  | 1 | 2 | 17 | 6  | +11 | 11 | Kijutott az 1986-os világbajnokságra |     | —     | 4–2         | 0–0   | 3–0      | 1–0      |
| 2.    | Szovjetunió | 8 | 4  | 2 | 2 | 13 | 8  | +5  | 10 | Kijutott az 1986-os világbajnokságra |     | 1–0   | —           | 4–0   | 2–0      | 1–0      |
| 3.    | Svájc       | 8 | 2  | 4 | 2 | 5  | 10 | −5  | 8  |                                      |     | 1–0   | 2–2         | —     | 0–0      | 1–1      |
| 4.    | Írország    | 8 | 2  | 2 | 4 | 5  | 10 | −5  | 6  |                                      | 1–4 | 1–0   | 3–0         | —     | 0–0      |          |
| 5.    | Norvégia    | 8 | 1  | 3 | 4 | 4  | 10 | −6  | 5  |                                      | 1–5 | 1–1   | 0–1         | 1–0   | —        |          |

## Mérkőzések
| 1984. szeptember 12. |

| Írország  | 1–0         | Szovjetunió |
| --------- | ----------- | ----------- |
| Walsh 64' | Jegyzőkönyv |             |

| Lansdowne Road, Dublin Nézőszám: 27,070 Játékvezető: Jan Keizer (holland) |

| 1984. szeptember 12. |

| Norvégia | 0–1         | Svájc              |
| -------- | ----------- | ------------------ |
|          | Jegyzőkönyv | Egli 3' (11-esből) |

| Ullevaal Stadion, Oslo Nézőszám: 15,139 Játékvezető: Edvard Šoštarić (jugoszláv) |

| 1984. szeptember 26. |

| Dánia      | 1–0         | Norvégia |
| ---------- | ----------- | -------- |
| Elkjær 56' | Jegyzőkönyv |          |

| Parken Stadion, Koppenhága Nézőszám: 45,400 Játékvezető: Ronald Bridges (walesi) |

| 1984. október 10. |

| Norvégia                | 1–1         | Szovjetunió     |
| ----------------------- | ----------- | --------------- |
| Thoresen 54' (11-esből) | Jegyzőkönyv | Litovcsenko 74' |

| Ullevaal Stadion, Oslo Nézőszám: 13,789 Játékvezető: Volker Roth (nyugatnémet) |

| 1984. október 17. |

| Norvégia     | 1–0         | Írország |
| ------------ | ----------- | -------- |
| Jacobsen 42' | Jegyzőkönyv |          |

| Ullevaal Stadion, Oslo Nézőszám: 15,379 Játékvezető: Klaus Scheurell (keletnémet) |

| 1984. október 17. |

| Svájc        | 1–0         | Dánia |
| ------------ | ----------- | ----- |
| Barberis 42' | Jegyzőkönyv |       |

| Wankdorfstadion, Bern Nézőszám: 32,169 Játékvezető: Neil Midgley (angol) |

| 1984. november 14. |

| Dánia                    | 3–0         | Írország |
| ------------------------ | ----------- | -------- |
| Elkjær 26' 46' Lerby 55' | Jegyzőkönyv |          |

| Parken Stadion, Koppenhága Nézőszám: 45,300 Játékvezető: Robert Wurtz (francia) |

| 1985. április 17. |

| Svájc                         | 2–2         | Szovjetunió                 |
| ----------------------------- | ----------- | --------------------------- |
| Bregy 43' (11-esből) Egli 90' | Jegyzőkönyv | Gavrilov 36' Demjanenko 80' |

| Wankdorfstadion, Bern Nézőszám: 42,432 Játékvezető: Bob Valentine (skót) |

| 1985. május 1. |

| Írország | 0–0         | Norvégia |
| -------- | ----------- | -------- |
|          | Jegyzőkönyv |          |

| Lansdowne Road, Dublin Nézőszám: 20,049 Játékvezető: Németh Lajos (magyar) |

| 1985. május 2. |

| Szovjetunió                          | 4–0         | Svájc |
| ------------------------------------ | ----------- | ----- |
| Protaszov 18' 39' Kondratyev 44' 45' | Jegyzőkönyv |       |

| Központi Lenin Stadion, Moszkva Nézőszám: 94,843 Játékvezető: Roger Schoeters (belga) |

| 1985. június 2. |

| Írország                             | 3–0         | Svájc |
| ------------------------------------ | ----------- | ----- |
| Stapleton 7' Grealish 33' Sheedy 57' | Jegyzőkönyv |       |

| Lansdowne Road, Dublin Nézőszám: 16,918 Játékvezető: Paolo Bergamo (olasz) |

| 1985. június 5. |

| Dánia                             | 4–2         | Szovjetunió                |
| --------------------------------- | ----------- | -------------------------- |
| Elkjær 16' 20' M. Laudrup 61' 64' | Jegyzőkönyv | Protaszov 25' Hocmanav 68' |

| Parken Stadion, Koppenhága Nézőszám: 45,700 Játékvezető: Horst Brummeier (osztrák) |

| 1985. szeptember 11. |

| Svájc | 0–0         | Írország |
| ----- | ----------- | -------- |
|       | Jegyzőkönyv |          |

| Wankdorfstadion, Bern Nézőszám: 20,489 Játékvezető: Emilio Soriano Aladrén (spanyol) |

| 1985. szeptember 25. |

| Szovjetunió   | 1–0         | Dánia |
| ------------- | ----------- | ----- |
| Protaszov 50' | Jegyzőkönyv |       |

| Központi Lenin Stadion, Moszkva Nézőszám: 100,000 Játékvezető: Antoniosz Vasszárasz (görög) |

| 1985. október 9. |

| Dánia | 0–0         | Svájc |
| ----- | ----------- | ----- |
|       | Jegyzőkönyv |       |

| Parken Stadion, Koppenhága Nézőszám: 45,600 Játékvezető: Joël Quiniou (francia) |

| 1985. október 16. |

| Szovjetunió                 | 2–0         | Írország |
| --------------------------- | ----------- | -------- |
| Cserenkov 61' Protaszov 90' | Jegyzőkönyv |          |

| Központi Lenin Stadion, Moszkva Nézőszám: 99,643 Játékvezető: Paolo Casarin (olasz) |

| 1985. október 16. |

| Norvégia   | 1–5         | Dánia                                                            |
| ---------- | ----------- | ---------------------------------------------------------------- |
| Sundby 44' | Jegyzőkönyv | M. Laudrup 56' Lerby 63' (11-esből) Elkjær 65' Berggreen 75' 78' |

| Ullevaal Stadion, Oslo Nézőszám: 18,326 Játékvezető: Ioan Igna (román) |

| 1985. október 30. |

| Szovjetunió    | 1–0         | Norvégia |
| -------------- | ----------- | -------- |
| Kondratyev 58' | Jegyzőkönyv |          |

| Központi Lenin Stadion, Moszkva Nézőszám: 44,696 Játékvezető: Brian McGinlay (skót) |

| 1985. november 13. |

| Írország     | 1–4         | Dánia                                    |
| ------------ | ----------- | ---------------------------------------- |
| Stapleton 6' | Jegyzőkönyv | Elkjær 7' 76' M. Laudrup 49' Sivebæk 57' |

| Lansdowne Road, Dublin Nézőszám: 14,933 Játékvezető: Franz Wöhrer (osztrák) |

| 1985. november 13. |

| Svájc       | 1–1         | Norvégia   |
| ----------- | ----------- | ---------- |
| Matthey 54' | Jegyzőkönyv | Sundby 40' |

| Stadion Allmend, Luzern Nézőszám: 2,635 Játékvezető: Ovadia Ben Itzhak (izraeli) |

## Góllövőlista
|  |  |